# آنتونیا سن خوان
آنتونیا سَن خوان (به اسپانیایی: Antonia San Juan) (زادهٔ ۲۲ مهٔ ۱۹۶۱) بازیگر، کارگردان و فیلم‌نامه‌نویس اسپانیایی است. او با بازی در فیلم همه چیز درباره مادرم (۱۹۹۹) به شهرت رسید.
او یک زن ترنس است.
از فیلم‌ها یا مجموعه‌های تلویزیونی که وی در آنها نقش داشته‌است می‌توان به آسفالت، دردسر قریب‌الوقوع و ایه‌رو اشاره کرد.